# هالیپورت
هالیپورت (به انگلیسی: Holyport) یک روستا در بریتانیا است که در انگلستان واقع شده‌است.